# 1475 w polityce
Wydarzenia polityczne w 1475 roku.

## Wydarzenia
- 13 listopada – Bitwa pod Sion w czasie wojny szwajcarsko-burgundzkiej 1474-1477.

## Urodzili się
- 11 grudnia – Giovanni di Lorenzo de' Medici, późniejszy papież Leon X.

## Zmarli
- Joanna Portugalska, królowa Kastylii i Leónu.